# Adele Marsiletti
Adele Marsiletti (Ballabio, 7 novembre 1964) è un'ex calciatrice italiana, di ruolo difensore, centrocampista o attaccante.

## Carriera
Ala sinistra e mancina pura, debutta molto giovane in Serie A tra le file del Verona Ortoflor nella sconfitta interna contro la Lazio 1975 Lubiam (0-2) del 22 aprile 1979.
Durante la carriera ha giocato in tutti i reparti, vincendo due dei cinque Scudetti e una Coppa Italia con il Trani 80, più altri due scudetti con la Reggiana R. Zambelli e uno con il Verona CF sponsorizzato Gunther. Ha inoltre vestito la maglia della nazionale fin dallo European Competition for Women's Football del 1984, prima edizione del campionato europeo riservato alle nazionali di calcio femminile.
Dopo aver deciso il suo ritiro dal calcio giocato entra a far parte del reparto tecnico del Foroni come corresponsabile delle formazioni giovanili.

## Palmarès

### Club
- Campionato italiano: 5

Trani 80: 1984, 1985
Reggiana: 1990-1991, 1991-1992
Verona Gunther: 1995-1996
- Coppa Italia: 1

Trani 80: 1983